# Hit That
Hit That – singel wydany przez punkrockowy zespół The Offspring. Piosenka jest czwartym utworem z siódmego albumu studyjnego Splinter i została wydana jako pierwszy singel. Piosenka pojawia się również jako trzynasty utwór na Greatest Hits.

## Wersja pierwsza
1. Hit That (2:48)
2. Da Hui (1:32)
3. Hit That (USC Marching Band)

## Wersja druga
1. Hit That (2:48)
2. The Kids Aren't Alright (BBC Radio 1 Session)(4:16)
3. Long Way Home (Live)
4. Hit That (USC Marching Band)
5. Hit That (Video CD Extra)

## Limitowana edycja na płytę winylową
1. Hit That (2:48)
2. (Can't Get My) Head Around You (Live)